# Archaeocindis johnbeckeri
Archaeocindis johnbeckeri  (лат.) — вид хищных жужелиц подсемейства Cicindinae. Единственный вид рода Archaeocindis Kavanaugh and Erwin, 1991. Встречается на Ближнем Востоке.

## Распространение
Ближний Восток, Иран (побережье Персидского залива), Кувейт.

## Описание
Тело субцилиндрическое, блестящее, длиной самок равна 9,6—10,2 мм. Окраска желтоватая. Глаза крупные выпуклые, занимают всю боковую часть головы. Усики 11-члениковые. Мандибулы саблевидные, крупные, загнутые с одним апикальным зубцом. Ноги длинные и тонкие. Крылья полностью развиты. Самцы неизвестны.

## Систематика
Первоначально этот вид был описан в составе рода Cicindis под названием Cicindis johnbeckeri Bänninger, 1927. Переименованный позднее в Archaeocindis johnbeckeri он вместе с близким видом Cicindis horni (Аргентина) рассматривался в качестве членов трибы Cicindini или надтрибы Cicinditae, которые теперь имеют статус подсемейства Cicindinae.
- Род Archaeocindis Kavanaugh and Erwin, 1991
  - Archaeocindis johnbeckeri (Bänninger, 1927)